# Bas-Mauco
Bas-Mauco é uma comuna francesa na região administrativa da Nova Aquitânia, no departamento Landes. Estende-se por uma área de 11,52 km². Em 2010 a comuna tinha 371 habitantes (densidade: 32,2 hab./km²).